# Power Rangers Ninja Storm
Power Rangers Ninja Storm ist die elfte Staffel der Action- und Abenteuer-Fernsehserie Power Rangers. Diese Staffel ist eine neuseeländisch-amerikanische Koproduktion, welche als Adaption aus der japanischen Staffel Ninpuu Sentai Hurricaneger (忍風戦隊ハリケンジャー) aus der Fernsehserienreihe Super Sentai hervorgeht.

## Handlung
In den Bergen nahe bei der Stadt Blue Bay Harbour befindet sich eine geheime Wind-Ninja-Akademie, in welcher Schüler im jugendlichen und im jungen Erwachsenenalter in der Kampfkunst des Ninjutsu unterrichtet werden. Drei sportlich sehr aktive Schüler dieser Schule namens Shane, Tori und Dustin fallen dem Sensei Kanoi Watanabe durch ihre unterdurchschnittlichen Leistungen und durch ihre häufigen Verspätungen besonders negativ auf. Am Tag, als er diesen drei Schülern mit dem Schulverweis droht, wird seine gesamte Ninja-Schule durch den bösen Weltraum-Ninjameister Lothor und seine Gehilfen überfallen und zu einer Ruine umgewandelt. Während der Zerstörung der Ninja-Schule verspäten sich die drei Schüler erneut, weil sie einem Seniorenpaar bei ihrem Auto helfen. Zeitgleich entführt Lothor zusammen mit seinen Nichten Kapri und Marah alle anderen Ninja-Schüler mit Hilfe von elektrischen Blasen in sein Weltraumschiff und verwandelt den Sensei in ein Meerschweinchen. Verspätet treffen die drei übrig bleibenden Schüler in der Wind-Ninja-Akademie ein und entdecken statt der Ninja-Schule nur mehr eine einzige Trümmerlandschaft. Im nächsten Moment entdecken sie Cam Watanabe, den Sohn des Sensei und retten ihn aus dem Trümmerhaufen. Cam führt die drei Schüler in den noch erhalten bleibenden geheimen Keller der Ninja-Schule. Dort begegnet ihnen der nun in ein Meerschweinchen verwandelte Sensei und empfängt sie. Das geheime Kellergeschoss dient Sensei, Cam und den drei Schülern von diesem Zeitpunkt an als Ninja-Hauptquartier. In diesem Hauptquartier überreicht Cam den drei Schülern die Wind-Verwandler, mit welchen sie sich zu Power Rangers verwandeln können. Hierbei entwickelt sich Shane zum Luft bändigenden roten Habicht-Ranger, Tori zur Wasser bändigenden blauen Delfin-Rangerin und Dustin zum Erde bändigenden gelben Löwen-Ranger. Als sogenannte Wind-Power-Rangers bekämpfen sie darauf an vielen Tagen die Streitkräfte von Lothor und beschützen zugleich die Bewohner der Stadt Blue Bay Harbour. Hierbei helfen ihnen große mächtige Roboter-Waffen, die sogenannten Zords und Megazords. Nach einigen Tagen begegnen sie immer häufiger auch den Donner bändigenden Power Rangers Blake und Hunter, welche zuerst mit ihnen verfeindet sind. Denn die Donner-Power-Rangers sehen in Sensei Kanoi Watanabe den Mörder ihrer Eltern. Erst als sich Lothor als der wahre Mörder der Eltern von Hunter und Blake offenbart, freunden sich die beiden Donner-Rangers mit den drei Wind-Rangers an und arbeiten mit diesen zusammen. Im Laufe der Zeit beschließt auch Cam, sich zum Power Ranger zu entwickeln. Durch eine Zeitreise gelangt Cam zu einem grünen kugelförmigen Samurai-Amulett, durch welches er sich zum Power Ranger verwandelt. Die so zustande gekommenen sechs Power Rangers der Staffel Ninja Storm kämpfen vereint gegen Lothor und seine immer gefährlicheren Verbündeten. Am Ende gelingt den sechs Power Rangers die Befreiung der entführten Ninja-Schüler aus dem Weltraumschiff von Lothor und die Verbannung Lothors in den Abgrund des Bösen. Danach erstrahlt die wieder aufgerichtete Ninja-Schule erneut in altem Glanze.

## Rollenverteilung

### Protagonistische Hauptdarsteller
Shane
Shane Clarke ist der rote Power Ranger und somit der Anführer des Power-Ranger-Teams. Er verfügt über aerokinetische Kräfte. Beispielsweise kann er als Luftbändiger durch Blasen auf seine Finger einen riesigen Windwirbel erzeugen und aus seinen Händen eine heftige Windböe auf seine Gegner richten. Auch kann er fliegen und für sehr lange Strecken durch die Luft rennen. Seine Ranger-Waffe ist der Habichtstrahler beziehungsweise Hawk-Blaster, mit welchem er die monströsen Streitkräfte von Lothor verbrennen und verglühen kann. In der Freizeit fährt Shane bevorzugt mit einem Skateboard und führt auf der Halfpipe Kunststücke auf. Als Kind hat er eine gute Fee aus einem gefährlichen Spinnennetz befreit und hat dadurch auch seine Arachnophobie erhalten. Durch die von ihm errettete gute Fee verfügt er auch über den sogenannten Battleizer-Flightmode, eine effiziente Erweiterung seiner Ranger-Ausrüstung. Er wird durch den samoanisch-neuseeländischen Schauspieler Pua Magasiva dargestellt.
Tori
Tori (Victoria) Hanson ist die blaue Power Rangerin und auch die einzige Frau unter den sechs Power-Rangers. Sie verfügt über hydrokinetische Kräfte. Beispielsweise kann sie aus ihren Händen eine Wasserfontäne auf ihre Gegner richten oder aus Geisteskraft Springbrunnen erzeugen. Sie kann auch durch Denken Wasserlinsen formen und im Sonnenlicht auf diese Weise Gegenstände erhitzen. Somit hat Tori als Wasserbändigerin unter den Power-Rangers eine sehr ähnliche Fähigkeit wie die in der Serie H2O – Plötzlich Meerjungfrau auftauchende Meerjungfrau Cleo. Außerdem kann Tori auf dem Wasser laufen und blitzschnell unter Wasser flitzen. Ihre Ranger-Waffe ist die Schallflosse beziehungsweise Sonic-Fin, womit sie laute Schallwellen erzeugen kann und auf diese Weise Gegner in die Luft heben kann. In der Freizeit reitet Tori bevorzugt mit einem Surfbrett auf Meereswellen. Sie wird durch die Schauspielerin Sally Martin dargestellt.
Dustin
Dustin (Waldo) Brooks ist der gelbe Power Ranger und damit jenseits von den Mighty Morphin Alien Rangers der erste Mann unter den gelben Rangers in der gesamten Power-Ranger-Geschichte. Er verfügt über geokinetische Kräfte. Beispielsweise kann er als Erdbändiger unter den Ninja-Storm-Rangers schlagartig im Erdboden verschwinden, im festen Boden herumtauchen und an einer anderen Stelle wieder aus der Erde auftauchen. Außerdem kann er aus seinen Händen Steinstrahlen auf seine Gegner richten. Seine Ranger-Waffe ist der Löwenhammer beziehungsweise Lion-Hammer, womit er heftige Erdbeben erzeugen kann. Ebenso kann er sich als Ranger verdoppeln. In der Freizeit fährt er auf seinem sportlichen Motorrad und nimmt regelmäßig an Motocross-Rennen teil. Er wird durch den brasilianischen Schauspieler Glenn McMillan dargestellt.
Blake
Blake ist der ultramarine Power Ranger (Navy Thunder Ranger) und als solcher ist er einer von zwei Donner-Rangers. Er verfügt über elektrokinetische Kräfte. So kann er beispielsweise aus seinen Fingern ultramarin blaue Blitze entsenden und auf diese Weise Gegenstände zum Kochen bringen und Gegnern elektrische Schläge erteilen. Seine Ranger-Waffe ist eine Zange, welche so aussieht wie ein Hirschkäfer und kann Gegner zerstören. Sein Verwandler und sein Zord ebenso die Form eines Hirschkäfers. Zusammen mit Hunter und Dustin fährt er Motocross und siegt dabei regelmäßig bei verschiedenen Rennen. Der vietnamesisch stämmige Schauspieler Jorgito Vargas Junior ist sein Darsteller.
Hunter
Hunter ist der purpurne Power Ranger (Crimson Thunder Ranger) und damit der zweite Anführer des Ninja-Storm-Teams. Er ist auch der zweite Donner-Ranger und verfügt ebenso über elektrokinetische Kräfte. Allerdings bändigt er purpurrote Blitze. Seine Ranger-Waffe ist ein Donnerstrahler, welcher Laser schießen kann und ein Donnerstab, welcher besonders scharfe Blitze aussenden kann. Außerdem hat er einen oktagonalen Schutzschild, mit welchem der die Attacken seiner Gegner abwehren kann. Sein Verwandler und sein Zord sehen wie ein Japanischer Nashornkäfer aus. Auch er verbringt seine Freizeit bevorzugt mit dem Motocross-Fahren. Der Film- und Theaterschauspieler Adam Tuominen ist sein Darsteller.
Cam
Cam ist der grüne Samurai-Power-Ranger und somit der Besitzer des mächtigsten Verwandlers, des Samurai-Amuletts. Zeitlich ist er der letzte Angehörige der Staffel. Als einziger Ninja-Storm-Ranger verfügt er über keine telekinetischen Kräfte. Aber wegen seiner Samurai-Fähigkeiten verliert fast jeder ihn angreifende Gegner sofort seine ganze Kraft. Cam Watanabe ist der Sohn des Sensei der Ninja-Schule Kanoi Watanabe. In der meisten Zeit verbringt er im Ninja-Hauptquartier an seinem Rechner. Er beobachtet an seinem Bildschirm oft die restlichen Power Rangers, betreut diese beratend mit Hilfe der Kommunikatoren und sendet ihnen bei Bedarf neue Zords und aktualisierte Waffen. Er hat einen elektronischen Doppelgänger namens Cyber Cam. Sein Darsteller ist der Schauspieler Jason Keng Kwin Chan, welcher ebenso im deutschen Film Der letzte Patriarch eine Hauptrolle spielte.

### Antagonisten
Lothor
Lothor, eigentlich Kia Watanabe ist der Hauptgegner der Ninja-Storm-Power-Rangers und Besitzer des Ninja-Weltraumschiffs. Zugleich ist er der Zwillingsbruder des Sensei Kanoi Watanabe. Lothor verwüstet die geheime Ninja-Schule nahe bei der Stadt Blue Bay Harbour und versucht, in sehr vielen Anläufen die Ninja-Rangers zu vernichten. Auf diese Weise will er sich zum mächtigsten Ninja der Welt entwickeln. Dabei sendet er systematisch monströse Streitkräfte auf Blue Bay Harbour herab, welche wiederum skurrile Pläne in die Tat umsetzen wollen wie beispielsweise das Pflanzen einer gigantischen fleischfressenden Pflanze, das Säen von Zwietracht in der ganzen Bevölkerung mit Hilfe eines Fluchs oder das magnetische Zusammenziehen der Bewohner und anschließende Verwandeln dieser in Metallstatuen. Wenn diese Monster von den Power Rangers und ihren Waffen besiegt werden, dann sendet Lothor meist im Anschluss eine Schriftrolle der Macht auf die Erde herab und erweckt diese Monster ein weiteres Mal in einer stark vergrößerten Riesengestalt zum Leben. Jene werden dann im Anschluss meist durch den Megazord der Power Rangers plattgemacht. Gegen Ende der Staffel verwüstet er zusammen mit seinen Nichten Kapri und Marah das gesamte Ninja-Hauptquartier im bisher erhalten gebliebenen Keller der Ninja-Schule und zerstört die gesamte Ausrüstung der Power Rangers. Am Schluss jedoch wird er durch die Power Rangers Shane, Tori und Dustin in den Abgrund des Bösen verbannt.
Kapri und Marah
Kapri und Marah sind die Nichten von Lothor Kia Watanabe und Sensei Kanoi Watanabe. Zugleich sind sie auch die Hauptdiener und Haupthelfer von Lothor. Systematisch locken sie die Power Rangers in Teleportationsfallen hinein, beispielsweise in eine Kamera oder in eine Popcorn-Schachtel. Manchmal greifen sie auch die Power Rangers höchstpersönlich frontal an. Auch treffen sie ähnlich wie in einem Casting im Raumschiff die Hauptentscheidungen darüber, welche antretenden Gegner die Power Rangers bekämpfen sollen. Außerdem richten sie sehr häufig durchtrainierte vermummte Ninja-Krieger, sogenannte Kelzacs auf die Power Rangers ab. Am Ende werden sie jedoch von Lothor höchstpersönlich verraten und freunden sich dann als zurückgewonnene Familienmitglieder von Kanoi und Cam mit den Power Rangers an. Darauf helfen sie den Ninja-Rangers auch bei der Bekämpfung von Lothor.

### Nebendarsteller
Sensei
Der Sensei Kanoi Watanabe ist der Meister und Leiter der gesamten Wind-Ninja-Schule. Nachdem er in der ersten Folge durch seinen bösen Zwillingsbruder Lothor in ein Meerschweinchen verwandelt wird, hält er sich fast immer im geheimen Kellerhauptquartier der Ninja-Schule auf. Meist wird er hierbei durch seinen Sohn Cam begleitet. Er hilft den Power Rangers mit weisen Ratschlägen und Weisheiten, aber auch mit Simulationen und mit nützlichem Wissen. Außerdem besitzt er telepathische Kräfte, mit welchen er in die Psyche der Power Rangers eindringen kann und mit ihnen sprechen kann. Das macht der Sensei vor allem dann, wenn er die Flüche der Streitkräfte von Lothor brechen möchte. Am Ende wird er wieder vom Meerschweinchen zum Menschen zurückverwandelt, als er mit den magischen Kräften von Lothor kollidiert.
Kelly
Kelly ist die Besitzerin des Sportgeschäfts namens Storm Strikers und die einzige nicht zur Wind-Ninja-Akademie zählende regelmäßige Begleiterin der Wind-Power-Rangers. Sie ist auch die Hauptorganisatorin von Action-Spielen und diversen Motocross-Veranstaltungen, an welchen die Ninja-Power-Rangers teilnehmen. Wenn die Power Rangers bei ihr im Laden sind, dann gibt sie sehr oft wichtige Hinweise beim strategischen Vorgehen der Power Rangers wie beispielsweise bei einer manipulativen hypnotischen Liebessendung von Lothor.
Zurgane und Choobo
Zurgane und Choobo sind die beiden Hauptsoldaten von Lothor. Meist halten sie sich im Raumschiff der Weltraumninjas auf und kommunizieren mit Lothor und seinen Nichten. Oft aber steigen sie auch auf die Erde herab, um auf dieser vor allem in Gegenwart der Ninja-Power-Rangers Terror zu verbreiten und Unheil anzurichten. Oft kommunizieren sie auf der Erde auch mit neuen potentiellen Streitkräften für Lothor wie beispielsweise Motodrone und Vexacus.

## Dreharbeiten
Als Vorlage für die gesamte Serie dient die japanische Vorläuferserie Ninpuu Sentai Hurricanger, aus welcher einige Videoaufnahmen übernommen wurden. Der Hauptdrehort dieser Staffel ist Neuseeland und somit ist diese Staffel die erste Power-Rangers-Staffel, welche nicht mehr in den USA gedreht wurde. Auch ist Power Rangers Ninja Storm die erste Staffel, welche nicht mehr von der Firma MMPR Productions hervorgebracht wurde. Das Ursprungsnetzwerk für die Ausstrahlung dieser Serie ist die American Broadcasting Company (ABC). Die Erstausstrahlung erfolgte im Jahr 2003. Der Regisseur dieser Staffel ist Koichi Sakamoto. Die Koproduzentin ist Janine Dickins, welche auch die Staffeln Power Rangers Dino Thunder und Power Rangers Operation Overdrive hervorgebracht hat. Die Musik zu dieser Staffel basiert insbesondere auf den Kompositionswerken des belgischen Komponisten Johan van Barel und wurden leicht abgeändert. Als Drehort für die Stadt Blue Bay Harbour diente die neuseeländische Städt Wellington und Auckland und als Drehorte für japanische Originalszenen dienten die Städte Tokyo, Kyoto, Saitama und Yokohama. Als Verlagsplattform diente Buena Vista Television von der Disney-Firma.